# Gymnogeophagus
Gymnogeophagus es un género de peces de la familia Cichlidae con 20 especies descritas endémicas de Sudamérica.

## Especies
Hay 20 especies descritas en el género Gymnogeophagus, una solo se conoce en base al registro fósil: Gymnogeophagus eocenicus M. Malabarba, R. Malabarba & Papa, 2010. Las 19 restantes son especies vivientes:
- Gymnogeophagus australis (Eigenmann, 1907)
- Gymnogeophagus balzanii (Perugia, 1891)
- Gymnogeophagus caaguazuensis Staeck 2006
- Gymnogeophagus che Casciotta, Gómez & Toresanni, 2000
- Gymnogeophagus constellatus Malabarba, Malabarba & Reis, 2015
- Gymnogeophagus gymnogenys (Hensel, 1870)
- Gymnogeophagus jaryi Alonso, Terán, Aguilera, Říčan, Casciotta, Serra, Almirón, Benítez, García & Mirande, 2019[3]
- Gymnogeophagus labiatus (Hensel, 1870)
- Gymnogeophagus lipokarenos Malabarba, Malabarba & Reis, 2015
- Gymnogeophagus lacustris Reis & Malabarba, 1988
- Gymnogeophagus mekinos Malabarba, Malabarba & Reis, 2015
- Gymnogeophagus meridionalis Reis & Malabarba, 1988
- Gymnogeophagus missioneiro Malabarba, Malabarba & Reis, 2015
- Gymnogeophagus peliochelynion Turcati, Serra-Alanis & Malabarba, 2018[4]
- Gymnogeophagus pseudolabiatus Malabarba, Malabarba & Reis, 2015
- Gymnogeophagus rhabdotus (Hensel, 1870)
- Gymnogeophagus setequedas Reis, Malabarba & Pavanelli, 1992
- Gymnogeophagus taroba Casciotta, Almirón, Piálek & Říčan, 2017[5]
- Gymnogeophagus terrapurpura Loureiro, Zarucki, Malabarba & González-Bergonzoni
- Gymnogeophagus tiraparae González-Bergonzoni, Loureiro & Oviedo, 2009